# Csurgó
Csurgó là một thành phố thuộc hạt Somogy, Hungary. Thành phố này có diện tích 59,42 km², dân số năm 2010 là 5228 người, mật độ 88 người/km².